# Джо Мортон
Джозеф Томас Мортон-молодший (англ. Joseph Thomas Morton Jr.; нар. 18 жовтня 1947) — американський актор. Брав участь у декількох десятках телевізійних шоу і фільмів. Найбільше визнання здобув, зігравши роль Роуена Поупа, батька Олівії Поуп, у серіалі Шонди Раймс «Скандал», яка принесла йому премію «Еммі» в 2014 році.

## Ранні роки
Мортон народився в Нью-Йорку. Його мати, Евелін Мортон, працювала секретаркою, а батько, Джозеф Томас Мортон-старший, служив розвідником в армії США.

## Кар'єра
Дебютом Мортона стала гра в бродвейській постановці мюзиклу «Волосся», пізніше був номінований на премію Тоні за роль в мюзиклі «Ізюм на сонце». Проживаючи в Бронксі, він знявся в більш ніж 70 фільмах, в тому числі і в «Термінатор 2: Судний день» (в ролі програміста Майлза Дайсона). У четвертому сезоні серіалу «МЕШ» грав роль капітана Сандерса. Так само він з'являвся в багатьох популярних телевізійних серіалах, в тому числі він був запрошений в ролі Доктора Гамільтона в перший і другий сезони серіалу «Таємниці Смолвіля». Мортон прославився своїми ролями в серіалах «Закон для всіх» (1990-91), «В одному будинку» (1995), «Останній рубіж» (2005) і «Еврика» (2006—2012). Кілька разів по запрошення грав роль адвоката захисту в «Закон і порядок». Крім акторської роботи займається продюсерською і режисерської діяльністю. З 2006 по 2012 рік він знімається в ролі вченого і майстри на всі руки, Генрі Дікона, в регулярно транслюється комедійно-фантастичному серіалі «Еврика».
У Мортона було кілька ролей в мильних операх, таких як: «У пошуках завтрашнього дня» (доктор Джеймс Фостер, 1973-74), «Інший світ» (доктор Ейбл Марш, 1983), і «Всі мої діти» (Зік Макміллан, 2002).

## Особисте життя
У жовтні 1984 одружився з Норою Чавошіан. У них троє дітей: дочки Хопі і Сета, і син Ара. Також у Джозефа є онук — Мозер.

## Фільмографія
| Рік  | Назва українською                              | Оригінальна назва                      | Роль                         | Примітки             |
| ---- | ---------------------------------------------- | -------------------------------------- | ---------------------------- | -------------------- |
| 1977 | Між рядків                                     | Between the Lines                      |                              |                      |
| 1979 | Правосуддя для всіх                            | … And Justice for All                  | тюремний лікар               |                      |
| 1982 | Ясновидець                                     | The Clairvoyant                        | детектив Річ                 |                      |
| 1983 | Прокляття Рожевої пантери                      | Curse of the Pink Panther              | Чарлі                        |                      |
| 1984 | Брат з іншої планети                           | The Brother from Another Planet        | брат                         |                      |
| 1985 | Запаморочення                                  | Trouble in Mind                        | соло                         |                      |
| 1986 | Перехрестя                                     | Crossroads                             | помічник скретч              |                      |
| 1987 | Вигнанці                                       | Stranded                               | шериф Макмехон               |                      |
| 1988 | Зелла і я                                      | Zelly and Me                           | Ерл                          |                      |
| 1988 | Хороша мати                                    | The Good Mother                        | Френк Вільямс                |                      |
| 1989 | Степ                                           | Tap                                    | Ніки                         |                      |
| 1990 | Взвод вампірів                                 | The Lost Platoon                       | солдат Другої світової війни |                      |
| 1991 | Місто надії                                    | City of Hope                           | Уїнн                         |                      |
| 1991 | Термінатор 2: Судний день                      | Terminator 2: Judgment Day             | Майлз Дайсон                 |                      |
| 1991 | Хороший поліцейський                           | The Good Policeman                     | Світс Монтгомері             |                      |
| 1992 | Про мишей і людей                              | Of Mice and Men                        | Крукс                        |                      |
| 1992 | Вічно молодий                                  | Forever Young                          | Камерон                      |                      |
| 1994 | Чорнильниця                                    | The Inkwell                            | Кенні Тейт                   |                      |
| 1994 | Швидкість                                      | Speed                                  | капітан Макмехон             |                      |
| 1995 | Ходячі мерці                                   | The Walking Dead                       | сержант Барклі               |                      |
| 1996 | Зірка шерифа                                   | Lone Star                              | полковник Делмор Пейн        |                      |
| 1996 | Наказано знищити                               | Executive Decision                     | Кеппі                        |                      |
| 1997 | Шкідник                                        | The Pest                               | містер Кент                  |                      |
| 1997 | Швидкість 2: Контроль над круїзом              | Speed 2: Cruise Control                | лейтенвнт Макмехон           | не вказано в титрах  |
| 1997 | Неприємності на розі                           | Trouble on the Corner                  | детектив Білл                |                      |
| 1998 | Брати Блюз 2000                                | Blues Brothers 2000                    | Кейбл «Кеб» Чемберлен        |                      |
| 1998 | Здібний учень                                  | Apt Pupil                              | Ден Річлер                   |                      |
|      | When It Clicks                                 | Като Колдуелл Дугласс                  | короткометражний фільм       |                      |
| 1999 | Дружина астронавта                             | The Astronaut's Wife                   | Шерман Різ                   |                      |
| 2000 | Що приховує брехня                             | What Lies Beneath                      | доктор Дрейтон               |                      |
| 2000 | Чужий квиток                                   | Bounce                                 | Джим Уїллер                  |                      |
| 2001 | Алі                                            | Ali                                    | Чонсі Ескрідж                |                      |
| 2002 | Бабка                                          | Dragonfly                              | Х'ю Кемпбелл                 |                      |
| 2003 | Птахи війни: Щоденник невідомого авіатора      | War Birds: Diary of an Unknown Aviator | оповідач                     | документальний фільм |
| 2003 | Час розплати                                   | Paycheck                               | агент Додж                   |                      |
| 2004 | Врятуватися до світанку                        | Breaking Dawn                          | професор Саймон              |                      |
| 2005 | Закон сили                                     | Back in the Day                        | преподобний Пекер            |                      |
| 2005 | Стелс                                          | Stealth                                | капітан Дік Маршфилд         |                      |
| 2005 | Ленні - чудо собака!                           | Lenny the Wonder Dog                   | доктор Айленд                |                      |
| 2006 | Нічний слухач                                  | The Night Listener                     | Еш                           |                      |
| 2007 | Гангстер                                       | American Gangster                      | Чарлі Вільямс                |                      |
| 2007 | Гнила дорога                                   | Badland                                | Макс Естін                   |                      |
| 2009 | Лінія                                          | La Linea                               | Ходжес                       |                      |
| 2013 | Будинок                                        | Home                                   | Дональд Холл                 |                      |
| 2016 | Бетмен проти Супермена: На зорі справедливості | Batman v Superman: Dawn of Justice     | Сайлас Стоун                 |                      |
| 2017 | Ліга справедливості                            | Justice League                         | Сайлас Стоун                 |                      |
| 2019 | Ґодзілла ІІ: Король монстрів                   | GodzillaGodzilla: King of the Monsters | доктор Г'юстон Брукс         |                      |

### Телебачення
| Рік         | Назва російською                    | Оригінальна назва                                     | Роль                     | Примітки                                         |
| ----------- | ----------------------------------- | ----------------------------------------------------- | ------------------------ | ------------------------------------------------ |
| 1970        | Світ Брекена                        | Bracken's World                                       | Юл Буфорд                | епізод:Love It or Leave It, Change It or Lose It |
| 1970        | Місія нездійсненна                  | Mission: Impossible                                   | клерк                    | епізод:Hunted                                    |
| 1973 — 1974 | У пошуках завтрашнього дня          | Search for Tomorrow                                   | доктор Джеймс Фостер     | Телесеріал                                       |
| 1974        | —                                   | Feeling Good                                          | Джейсон                  | Телесеріал                                       |
| 1975        | Санфорд і син                       | Sanford and Son                                       | Хел Маршалл              | епізод:The Family Man                            |
| 1975 — 1976 | Грейді                              | Grady                                                 | Хел Маршалл              | основна роль; 10 епізодів                        |
| 1976        | МЕШ                                 | MASH                                                  | капітан Сондерс          | епізод:Der Tag                                   |
| 1976        | Що твориться !!                     | What's Happening !!                                   | менеджер                 | епізод:The Birthday Present                      |
| 1978        | Страж закону без зброї              | Lawman Without a Gun                                  | Луїс                     | Телефільм                                        |
| 1979        | Направляючий світло                 | Guiding Light                                         | Ден Стенніс              |                                                  |
| 1980        | —                                   | Death Penalty                                         | Вільям Террі             | телефільм                                        |
| 1981        | —                                   | We're Fighting Back                                   | Елджін Джонс             | телефільм                                        |
| 1983        | Американський театр                 | American Playhouse                                    | Карл Хетч                | епізод:The Files on Jill Hatch: Part I           |
| 1983        | Інший світ                          | Another World                                         | доктор Ейбл Марш         | 5 епізодів                                       |
| 1985        | Поліція Маямі                       | Miami Vice                                            | лейтенант Джек Дейвіс    | епізод:The Maze                                  |
| 1986        | Хто тут бос?                        | Who's the Boss?                                       | водій лімузина           | епізод:Mona's Limo                               |
| 1987 — 1989 | Зрівнювач                           | The Equalizer                                         | Картер Брок / Слейт      | 4 епізоду                                        |
| 1988        | —                                   | Terrorist on Trial: The United States vs. Salim Ajami | Тенді                    | телефільм                                        |
| 1988        | Одна в неонових джунглях            | Alone in the Neon Jungle                              | Кен Фрейкер              | телефільм                                        |
| 1988        | Поліцейська історія: Вибух          | Police Story: Burnout                                 | сержант Джефф Аллен      | телефільм                                        |
| 1989        | Людина на ім'я «Яструб»             | A Man Called Hawk                                     | преподобний Марвін Льюїс | епізод:Choice of Chance                          |
| 1989        | Одне життя, щоб жити                | One Life to Live                                      | суддя Ромеро             | епізод:Episode dated 22 May 1989                 |
| 1990        | Челленджер                          | Challenger                                            | доктор Рональд Макнейр   |                                                  |
| 1990 — 1991 | Закон для всіх                      | Equal Justice                                         | Майк Джеймс              | основна роль; телесеріал                         |
| 1992        | Брехня у спадок                     | Legacy of Lies                                        | Семюел Флауерс           | телефільм                                        |
| 1992        | Інший світ                          | A Different World                                     | Байрон Дуглас III        | 7 епізодів                                       |
| 1992 — 2005 | Закон і порядок                     | Law & Order                                           | Леон Чайлс / Роланд Букс | 5 епізодів                                       |
| 1993        | Трайбека                            | TriBeCa                                               | офіцер Карлтон Томас     | основна роль; 7 епізодів                         |
| 1994        | Забійний відділ                     | Homicide: Life on the Street                          | Сем Торн                 | 2 епізоду                                        |
| 1994        | Поліцейські під прикриттям          | New York Undercover                                   | Дайна / Дін              | епізод:Blondes Have More Fun                     |
| 1995        | У тіні зла                          | In the Shadow of Evil                                 | лейтенант Ройс           | телефільм                                        |
| 1995        | Під одним дахом                     | Under One Roof                                        | Рон Ленгстон             | основна роль; 6 епізодів                         |
| 1996        | Джек Рід: Смерть і помста           | Jack Reed: Death and Vengeance                        | Гордон Томас             |                                                  |
| 1996 — 2002 | Дотик янгола                        | Touched by an Angel                                   | Мартін Хантер/Джек Стоун |                                                  |
| 1997        | Діти міс Еверс                      | Miss Evers 'Boys' '                                   | доктор Сем Бродус        | телефільм                                        |
| 1997 — 2000 | Принц вулиць                        | Prince Street                                         | лейтенант Том Уорнер     | основна роль; 6 епізодів                         |
| 1998        | Деллавентура                        | Dellaventura                                          | радник Колдер            | епізод:David & Goliath                           |
| 1998 — 1999 | —                                   | Mercy Point                                           | доктор Гроут Максвелл    | основна роль; 8 епізодів                         |
| 1999        | Заколот                             | Mutiny                                                | Тургуд Маршалл           | телефільм                                        |
| 1999 — 2010 | Американське пригода                | The American Experience                               |                          | телефільм                                        |
| 2000        | Алі: Американський герой            | Ali: An American Hero                                 | Малкольм Ікс             | телефільм                                        |
| 2000        | Секретні матеріали                  | The X-Files                                           | Мартін Уеллс             | епізод:Redrum                                    |
| 2001 — 2002 | Таємниці Смолвіля                   | Smallville                                            | доктор Стівен Хемілтон   | 4 епізоду                                        |
| 2002        | Всі мої діти                        | All My Children                                       | Зік Макміллан            | епізод:Episode # 1.8387                          |
| 2002        | Практика                            | The Practice                                          | федеральний прокурор     | епізод:Fire Proof                                |
| 2003        | Джаспер, штат Техас                 | Jasper, Texas                                         | Уолтер Дігглс            |                                                  |
| 2003        | Закон і порядок: Спеціальний корпус | Law & Order: Special Victims Unit                     | Рей Бівінс               | епізод:Grief                                     |
| 2003        | Злочинні думки                      | Thoughtcrimes                                         | Джон Харпер              | телефільм                                        |
| 2004        | Вупі                                | Whoopi                                                | Мартін Джеймс            | епізод:Sins of the Sister                        |
| 2004        | Присяжні                            | The Jury                                              | Джеймс Байрон Мілтон     | епізод:Last Rites                                |
| 2005        | Пішла, але не забута                | Gone But Not Forgotten                                | Реджі Стюарт             | телефільм                                        |
| 2005        | Доктор Хаус                         | House, M.D.                                           | сенатор Гері Райт        | епізод:Role Model                                |
| 2005        | Військово-юридична служба           | JAG                                                   | Елрой Джонсон            | епізод:Unknown Soldier                           |
| 2005        | Місце злочину: Нью-Йорк             | CSI: NY                                               | Дуайт Хіллборн           | 2 епізоду                                        |
| 2005 — 2006 | Останній рубіж                      | E-Ring                                                | Стівен Алгази            |                                                  |
| 2006 — 2012 | Еврика                              | Eureka                                                | Генрі Дікон              | основна роль; телесеріал                         |
| 2007        | 4ісла                               | Numb3rs                                               | Пітер Ленг               | епізод:Graphic                                   |
| 2008        | Юристи Бостона                      | Boston Legal                                          | Стів Дюпрі               | епізод:Indecent Proposals                        |
| 2009        | Великі вистави                      | Great Performances                                    | Юджин Баллард            | епізод:Harlem in Montmartre: A Paris Jazz Story  |
| 2009        | Сховище 13                          | Warehouse 13                                          | преподобний Джон Хілл    | епізод:Regrets                                   |
| 2009        | Брати і сестри                      | Brothers & Sisters                                    | Пітер Медсен             | 2 епізоду                                        |
| 2009 — 2011 | Гарна дружина                       | The Good Wife                                         | Пітер Медсен             | 2 епізоду                                        |
| 2010        | Білий комірець                      | White Collar                                          | Кайл Бенкрофт            | епізод:Prisoner's Dilemma                        |
| 2012        | Кома                                | Coma                                                  | доктор Нельсон           | 2 епізоду; міні-серіал                           |
| 2013 — 2018 | Скандал                             | Scandal                                               | Роуен Поуп               | основна роль; телесеріал                         |
| 2015        | Клівлендські полонянки              | Cleveland Abduction                                   | агент сала               | телефільм                                        |
| 2015        | Докази                              | Proof                                                 | Джейк сала (агент ФБР)   | основна роль; телесеріал                         |
| 2015 — 2016 | Грейс і Френкі                      | Grace and Frankie                                     | Джейсон                  | 3 епізоду                                        |
| 2016        | До самого кінця                     | All the Way                                           | Рой Уілкінс              | телефільм                                        |
| 2018 — 2019 | Бог зафрендив мене                  | God Friended Me                                       | Артур Файнер             | основна роль; телесеріал                         |
| 2021        | Ліга справедливості Зака Снайдера   | Zack Snyder's Justice League                          | Сайлас Стоун             |                                                  |